# Брасла

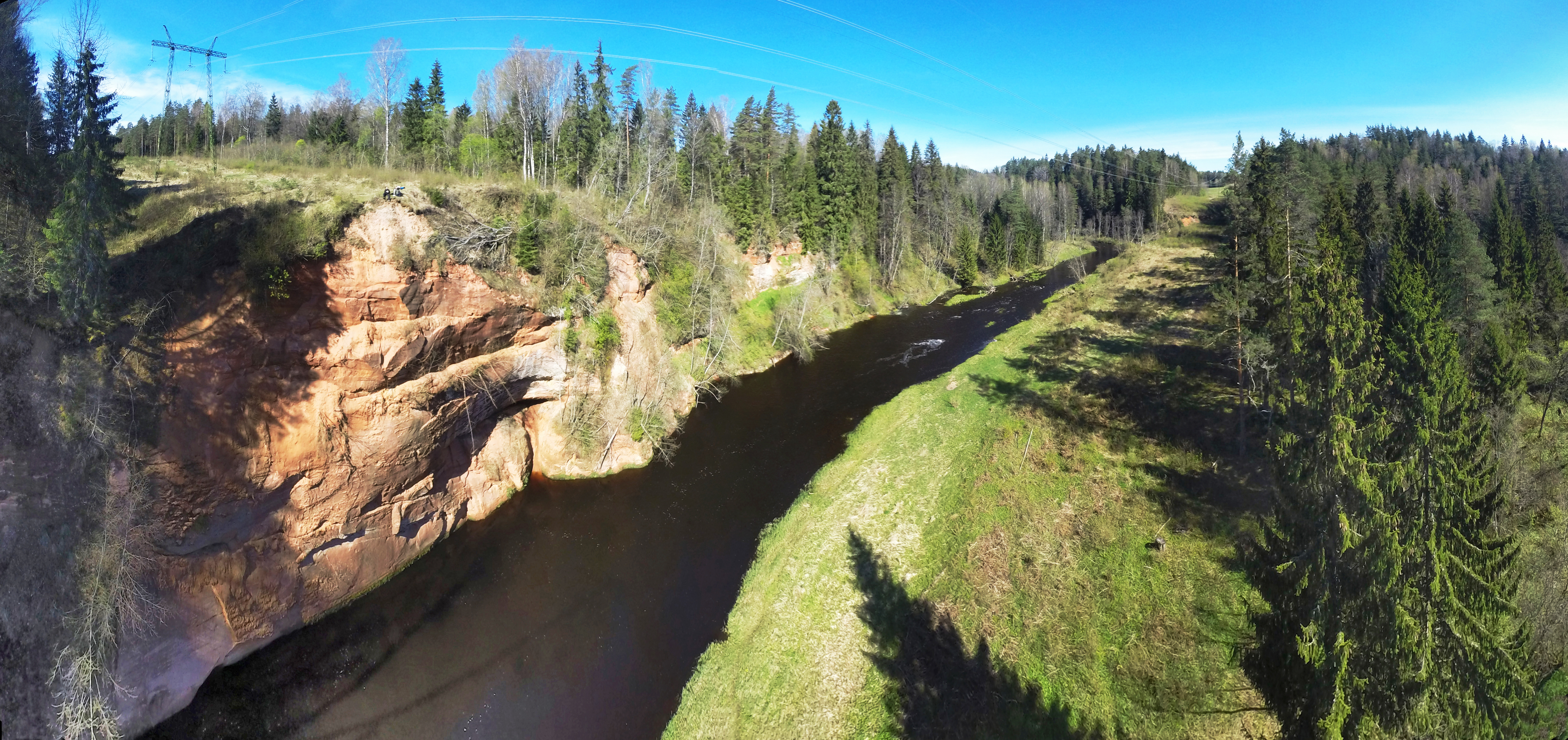
Річка Брасла (березень 2014 р.)

Річка Брасла (Roop in Livonian) — річка в Латвії, що протікає через райони Лімбазі, Паргауя та Кримульда . Річки Брасла є притокою річки Гауя . Протяжність річки 69 км.
Великі поселення вздовж річки — Страупе, Плосіс та Розула .